# Ai Fukuhara
Ai Fukuhara (n. 1 noiembrie 1988, Sendai, Japonia) este o jucătoare de tenis de masă ce a reprezentat Japonia, medaliată olimpică. A participat la 4 ediții ale Jocurilor Olimpice (2004, 2008, 2012, 2016) în care a câștigat o medalie de argint și o medalie de bronz.